# Gai Claudi Marcel Menor
Gai Claudi Marcel Menor (en llatí: Gaius Claudius M. f. M. n. Marcellus) va ser un magistrat romà del segle I aC, germà de Marc Claudi Marcel. Era amic de Ciceró i oponent a Juli Cèsar.

## Relacions familiars
Pertanyia a la branca dels Marcels de la gens Clàudia, era fill de Marc Claudi Marcel i de Júnia. Era cosí del cònsol del 49 aC, amb qui compartia el mateix nom i amb el cònsol del 51 aC.
Es va casar amb una dona, el nom de la qual no consta, i amb ella va tenir una filla. Posteriorment, l'any 54 aC, es va casar per segona vegada i va ser amb Octàvia, neboda de Juli Cèsar. Per tal de refermar aliances amb Gneu Pompeu Magne, Cèsar li va proposar que es casés amb Octàvia i Gai Claudi la va haver de repudiar. Pompeu va declinar l'oferiment, ja que ella ja havia tingut tres fills: Marcel·la la Major, Marcel·la la Menor i Marc Claudi Marcel, al qual va adoptar Cèsar perquè no va tenir fills. Les filles van néixer a Roma i el fill a Baies.

## Consolat
A finals del 51 aC el seu cosí, el cònsol Gai Claudi Marcel Major, havia proposat al senat reemplaçar Juli Cèsar en el seu govern a la Gàl·lia. Pompeu preferia perllongar el càrrec de Cèsar. El 1r de març del 50 aC expirava el manament de Cèsar, es van convocar eleccions i Gai Claudi Marcel Minor fou escollit cònsol, assumint el càrrec el 49 aC.
Menor va tenir com a col·lega a Luci Corneli Lèntul. Encara com electe va investir a Gneu Pompeu amb el comandament de l'exèrcit, cosa que era un acte il·legal; el mateix dia que va començar a exercir el càrrec va presentar una rogatio per establir mesures contra Juli Cèsar que llavors era a Ravenna i així quan va tornar li havien retirat l'honor de l'imperium. Cèsar, però, va intentar recuperar per la força el que havia perdut.
Es creu que era poc hàbil políticament i no va tenir part destacada en els esdeveniments que van seguir. Quan va esclatar la guerra va fugir de Roma deixant el poder en mans de Pompeu i va anar a Càpua. En acabar-se la guerra, la seva dona Octàvia va intercedir per ell davant el seu oncle, al·legant que a diferència dels seus cosins ell s'havia mantingut al marge de l'enfrontament armat. Cèsar li va perdonar la vida però va concertar el matrimoni d'Octàvia amb Marc Antoni, qui si li havia fet costat durant la guerra, encara que ella estava embarassada del darrer fill amb Marcel.